# Picacho de la Sierra de Cabra
El Picacho de la Sierra de Cabra o Picacho de Cabra es un pico de 1.217 m de altitud, situado dentro del parque natural de las Sierras Subbéticas, próximo a la localidad de Cabra (Córdoba). Es el segundo pico más alto del macizo de Cabra, perteneciente a las Sierras Subbéticas cordobesas.
Fue uno de los primeros espacios naturales protegidos de España, declarado "sitio de interés nacional" en 1927, tras la visita realizada por los geólogos asistentes al XIV Congreso Internacional de Geología (Madrid, 1926). Desde su mirador, conocido como el "balcón de Andalucía", se pueden divisar tierras de cinco provincias andaluzas. En su cima se encuentra la ermita de la Virgen de la Sierra, patrona de Cabra.

## Geología
Geológicamente, este pico es un cabalgamiento de materiales del Sur, pertenecientes a la Sierra de Jarcas.
El paisaje circundante presenta una gran geodiversidad y es un claro referente de terreno cárstico (lapiaz de Los Lanchares), rodeado de agrestes sierras calizas que sobresalen sobre valles cubiertos de materiales detríticos, como el poljé de La Nava. Desde su cima se aprecian los tres dominios geológicos de Andalucía: Sierra Morena, la depresión del Guadalquivir y las sierras subbéticas cordobesas, dentro de la Cordillera Subbética. Este tipo de formación geológica se denomina "isla tectónica" o klippe.
En la falda del picacho se encuentra la sima de Cabra, una sima vertical de -116 metros de profundidad y unos 20 metros de diámetro que aparece nombrada en la novela de Miguel de Cervantes, Don Quijote de la Mancha.

## Accesos al Picacho
Se accede por la carretera autonómica A-339, que une Cabra y Priego de Córdoba. En el paraje conocido como “Venta de los Pelaos” encontramos el inicio del ascenso hacia el Picacho y la Ermita de la Virgen de la Sierra por la carretera CO–6212 que asciende en 7 km desde 700 a 1217 m de altitud.